# Sinrei tantei Jakumo
Sinrei tantei Jakumo (心霊探侦八云; Shinrei tantei Yakumo, ’Jakumo a misztikus detektív’) avagy angol nevén Psychic Detective Yakumo egy regény, amit Kaminaga Manabu írt. Először a Nihon Bungeisha jelentette meg Kató Akacuki által készített illusztrációkkal. Majd később a Kadokawa Bunko, ahol a fedél/borító illusztráció Szuzuki Jaszusitól származik. A könyvből két mangasorozat, egy élőszereplős sorozat, egy animesorozat és egy színpadi játék készült.

## Cselekmény
A történet a főiskolás Szaitó Jakumoról szól, akinek különleges színű (és egyben különleges erővel bíró) szeme van. A piros (bal) szeme egy titokzatos képességgel bír: látja a szellemeket és a kísérteteket. Úgy véli, hogy a szellemek és a kísértetek a földre vannak kötve, mert van egy bizonyos "ok", ami nem hagyja őket megnyugodni, és távozni a földről. Miután Ozava Haruka segítséget kér tőle, közösen megíndítják az első nyomozásukat.

## Anime adoptáció
Az animét a Bee Train készítette, írója Kavaszaki Hirojuki, rendezője pedig Kurokava Tomojuki. Japánban 2010. október 3-án jelent meg. Siba Minako tervezte a karakterek, míg Ono Daiszuke és Fudzsimura Ajumi kapták a vezető szeijú szerepet. A nyitó dalokat (opening) Ono készítette. A dalokat ("Key", "Key Phase 2", és "Key Phase 3") 2010 november 17-én adták ki.

## Epizódlista
| #  | Epizód címe | Első japán sugárzás |
| -- | --- | ------------------- |
| 1  | The Forbidden Room akazu no ma (開かずの間; Hepburn: akazu no ma)                                                                      | 2010. október 3.    |
| 2  | The Curse Of The White Fox (bjakko no tatari; Hepburn: 白狐の祟り, ’byakko no tatari’)                                                 | 2010. október 10.   |
| 3  | The Darkness Of The Tunnel tonneru no jami (トンネルの闇; Hepburn: tonneru no yami)                                                    | 2010. október 17.   |
| 4  | Connecting Spirits ~ Possession ~ tamasii o cunagu mono ~ hjoui ~ (魂をつなぐもの～憑依～; Hepburn: tamashii o tsunagu mono ~ hyoui ~) | 2010. október 24.   |
| 5  | Connecting Spirits ~ Rebirth ~ tamasii o cunagu mono ~ szoszei ~ (魂をつなぐもの～蘇生～; Hepburn: tamashii o tsunagu mono ~ sosei ~)  | 2010. október 31.   |
| 6  | Cheap Article kakujaszu no bukken (格安の物件; Hepburn: kakuyasu no bukken)                                                            | 2010. november 7.   |
| 7  | Connecting Thoughts ~ Trap ~ cunagaru omoi ~ vana ~ (つながる想い～罠～; Hepburn: tsunagaru omoi ~ wana ~)                             | 2010. november 14.  |
| 8  | Connecting Thoughts ~ Bonds ~ cunagaru omoi ~ en ~ (つながる想い～縁～; Hepburn: tsunagaru omoi ~ en ~)                                | 2010. november 21.  |
| 9  | Connecting Thoughts ~ Light ~ cunagaru omoi ~ hikari ~ (つながる想い～光～; Hepburn: tsunagaru omoi ~ hikari ~)                        | 2010. november 28.  |
| 10 | End of Despair ~ Notice ~ sicui no hate ni ~ kokucsi ~ (失意の果てに～告知～; Hepburn: shitsui no hate ni ~ kokuchi ~)                 | 2010. december 5.   |
| 11 | End of Despair ~ Assassin's Dagger ~ sicui no hate ni ~kjoudzsin~ (失意の果てに～凶刃～; Hepburn: shitsui no hate ni ~kyoujin~)        | 2010. december 12.  |
| 12 | Beyond Despair ~ Hatred ~ sicui no hate ni ~ zouo ~ (失意の果てに～憎悪～; Hepburn: shitsui no hate ni ~ zouo ~)                       | 2010. december 19.  |
| 13 | Beyond Despair ~ Eternity ~ sicui no hate ni ~ kuon ~ (失意の果てに～久遠～; Hepburn: shitsui no hate ni ~ kuon ~)                     | 2010. december 26.  |